# Kevin Sussman
Kevin Sussman (född 4 december 1970) är en amerikansk skådespelare och komiker. Han har spelat rollen som Walter i dramakomedin Ugly Betty samt Stuart Bloom i sitcomserien The Big Bang Theory. Från och med säsong sex av The Big Bang Theory befordrades han till en regelbunden rollfigur.  

## Biografi
Kevin Sussman växte upp tillsammans med sina tre bröder på Staten Island tillsammans med sina föräldrar. Han gick på College of Staten Island i ett år och fortsatte sin examen från American Academy of Dramatic Arts på Manhattan. Han studerade senare skådespeleri hos Uta Hagen i fyra år.

## Karriär
Sussman började med att spela i reklamfilmer, samt töntiga roller för företag som FedEx runt IT-bubblan. 1999 filmdebuterade han i Liberty Heights som Alan Joseph Zuckerman. Sussman flyttade till Los Angeles när han fick en roll i Ugly Betty. Han spelade karaktären Stuart Bloom i The Big Bang Theory från 2009 till seriens slut i maj 2019. 
2011 och 2012 arbetade han med kollegan John Ross Bowie från The Big Bang Theory för att skapa två tv-komedier: The Ever After Part (FOX) och The Second Coming of Rob (CBS).

## Filmografi
Film
| Year | Titel                        | Roll                      |
| ---- | ---------------------------- | ------------------------- |
| 1999 | Liberty Heights              | Alan Joseph Zuckerman     |
| 2000 | Almost Famous                | Lenny                     |
| 2001 | Wet Hot American Summer      | Steve                     |
| 2001 | Kissing Jessica Stein        | Calculator Guy            |
| 2001 | A.I. Artificial Intelligence | Supernerd                 |
| 2002 | Pipe Dream                   | James                     |
| 2002 | Threads                      | Caesar                    |
| 2002 | Changing Lanes               | Tyler Cohen               |
| 2002 | Sweet Home Alabama           | Barry Lowenstein          |
| 2004 | Little Black Book            | Ira                       |
| 2005 | Hitch                        | Neil                      |
| 2006 | The Wedding Album            | Oswald                    |
| 2006 | Funny Money                  | Denis Slater              |
| 2006 | Ira & Abby                   | Lenny                     |
| 2006 | For Your Consideration       | Commercial Director       |
| 2007 | Heavy Petting                | Ras                       |
| 2008 | Sincerely, Ted L. Nancy      | Ted                       |
| 2008 | Brudens bäste man            | Tiny Shorts Guy           |
| 2008 | Insanitarium                 | Dave                      |
| 2008 | Burn After Reading           | Tuchman Marsh Man         |
| 2009 | Taking Woodstock             | Stan                      |
| 2010 | Killers                      | Mac Bailey                |
| 2010 | Alpha och Omega              | Shakey                    |
| 2011 | Freeloaders                  | Benedict 'Benny' Vicvikis |
| 2012 | 2nd Serve                    | Scott Belcher/O.C.D.      |

TV
| År        | Titel                                      | Roll                    | Notering |
| --------- | ------------------------------------------ | ----------------------- | --- |
| 1998      | Ghost Stories                              | Joey Howell             | 1 avsnitt |
| 1999      | Third Watch                                | Tuba Guy                | 1 avsnitt |
| 2000      | Sopranos                                   | Kevin                   | 1 avsnitt: "Guy Walks into a Psychiatrist's Office..."                                                                                            |
| 2003      | Law & Order: Criminal Intent               | Phil Hobart             | 1 avsnitt |
| 2004      | Cityakuten                                 | Colin                   | 2 avsnitt: "Just a Touch" (säsong 10: avsnitt 19) "2Abby Normal" (säsong 10: avsnitt 20)                                                          |
| 2006–2007 | Ugly Betty                                 | Walter                  | Main role (säsong 1) 16 avsnitt |
| 2007–2008 | My Name Is Earl                            | Dwayne                  | 2 avsnitt: "My Name Is Inmate #28301-016: Part 1" (säsong 3: avsnitt 1) "No Heads and a Duffle Bag" (säsong 3: avsnitt 17)                        |
| 2008      | CSI: Crime Scene Investigation             | Don                     | 1 avsnitt |
| 2008      | The Middleman                              | Ivan Avi/The Palindrome | 1 avsnitt |
| 2009–2019 | The Big Bang Theory                        | Stuart Bloom            | Säsong 2–5; 7 (återkommande) Säsong 6; 8–12 (ordinarie) 72 avsnitt                                                                                |
| 2010      | The Mentalist                              | Phil Redmond            | 1 avsnitt: "Rose-Colored Glasses" (säsong 2: avsnitt 11)                                                                                          |
| 2010      | The Good Guys                              | Skeeter                 | 2 avsnitt: "Bait & Switch" (säsong 1: avsnitt 2) "$3.52" (säsong 1: avsnitt 5)                                                                    |
| 2010      | Childrens Hospital                         | Daffy Giraffy           | 1 avsnitt |
| 2012      | Weeds                                      | Terry                   | 3 avsnitt: "Allosaurus Crush Castle" (säsong 8: avsnitt 6) "Five Miles From Yetzer Hara" (säsong 8: avsnitt 8) "Threshold" (säsong 8: avsnitt 10) |
| 2015      | Wet Hot American Summer: First Day of Camp | Steve                   | 3 avsnitt |